# Oriana Sabatini
Pour les articles homonymes, voir Oriana et Sabatini.
 (septembre 2015).
Oriana Gabriela Sabatini Fulop, plus connue sous le nom d'Oriana Sabatini, est une actrice : mannequin et chanteuse argentine née le 19 avril 1996 à Buenos Aires.

## Biographie
Fille d'Osvaldo Sabatini et de Catherine Fulop, Oriana Sabatini est l'aînée de leurs deux enfants ; sa sœur cadette se prénomme Tiziana. Elle est également la nièce de l'ancienne joueuse de tennis professionnelle Gabriela Sabatini.
Dès son plus jeune âge, Oriana Sabatini commence sa formation artistique en suivant des cours de chant : piano et théâtre. Pendant ses études, elle fréquente deux ans l'Instituto de Entrenamiento Actoral de Julio Chávez et passe un an à la New York Film Academy.

### Vie privée
Oriana était en couple de 2014 à mai 2017 avec l'acteur et youtubeur argentin Julian Serrano, rencontré sur le tournage d'Aliados,. 
En avril 2018, elle fait son coming out en déclarant ne pas encore savoir si elle est lesbienne ou bien bisexuelle,,. 
Début juillet 2018, Oriana et Paulo Dybala confirment leur relation.

## Filmographie

### Télévision
- 2011 : Porque te quiero así : Rocio
- 2013-2014 : Aliados : Azul Medina
- 2018 : Secreto bien guardado : Amalia Kiev
- 2018 : Medusa : ?

### Cinéma
- 2017 : Perdida : Alina Zambrano

## Musique

### Aliados
Étant l'une des protagonistes du programme, Oriana a interprété plusieurs chansons dans l'album de la série.
- Amor Mío, seule.
- Ahora o Nunca, seule.
- Ya no hay fuego, seule.
- Tanto amarte, seule.
- Levantate y anda, avec Jenny Martinez.
- Refundación, avec le cast d'Aliados.
- Mañana, avec le cast d'Aliados.
- Diferente, avec le cast d'Aliados.

### Aliados acústico
Aliados Acústico, est une compilation de covers par le cast d'Aliados mis en ligne sur internet.
- « Locked Out of Heaven » de Bruno Mars avec Mariel Percossi et Jenny Martínez.
- « Llorar » de Jesse & Joy avec Maxi Espíndola.

### ORIANA, son début de carrière solo
Oriana commence sa carrière musicale en tant que soliste en 2014 avec la chanson "Love is Louder" en duo avec Julián Serrano puis Juin 2015 avec un cover acoustic de la chanson «Photograph» d'Ed Sheeran aux côtés de Johann Vera et Nate Promkul. 
C'est en Avril 2017 qu'Oriana sort son premier single intitulé "Love Me Down Easy". En Juillet, elle fait la première partie de la tournée Dangerous Woman Tour de la chanteuse américaine Ariana Grande ainsi que celle du A Head Full of Dreams Tour de Coldplay à Buenos Aires. Son deuxième single "Stay or Run" sort en Septembre 2017 suivi de  "What U Gonna Do" en fin Janvier 2018. C'est en août 2018 que Oriana sort son quatrième single "False Start". Oriana sort ensuite son premier single en espagnol "Mis Manos" en février 2019 ainsi que "El Último Tango" en octobre 2019.

### Youtube
Oriana a ouvert une chaîne youtube début 2018 pour être plus proche de ses fans et y a posté à ce jour 3 vlogs ce qui fait d'elle une "youtubeuse".

#### Singles
- Love Me Down Easy
- Stay Or Run
- What U Gonna Do
- False Start
- Mis Manos
- El Último Tango
- Luna Llena
- BAD
- Lo Que Tienes (avec Rusherking)

### Collaborations
- 2014 : Love is Louder avec Julián Serrano.
- 2020 : Lo Que Tienes avec Rusherking.

### Clips vidéos
- 2014 : Love is Louder avec Julián Serrano (en)[7].
- 2015 : Yo te Protejo de Julián Serrano[8].
- 2017 : Stay Or Run[9].
- 2019 : El Último Tango[10].
- 2020 : Luna Llena[11].
- 2020 : BAD[12].
- 2020 : Lo Que Tienes avec Rusherking[13].

## Mannequinat
Oriana a passé son premier casting de mannequinat à l'âge de 13 ans pour un magazine argentin, un article sur sa mère, l'actrice et présentatrice Vénézuélienne Catherine Fulop.
Depuis 2017, Oriana est la figure de plusieurs marques argentines L'Oréal Paris Argentina, Naima, Ginebra, Cartier : Nike ainsi qu'une marque de bijoux.

## Distinctions

### Récompenses
- 2013 : Premios TKM : Actrice Révélation  pour Aliados.
- 2013 : Kids Choice Awards Argentina : Actrice révélation pour Aliados
- 2014 : Kids Choice Awards Argentina : Actrice préférée pour Aliados.
- 2015 : Kids Choice Awards Argentina : "Diosa".
- 2016 : Premios Los Más Clickeados : Célébrité faisant le plus d'audience.
- 2016 : MTV Millennial Awards : "Snapchateuse" argentine de l'année.

### Nominations
- 2013 : Premios TKM : Pour le "look TKM.
- 2013 : Premios Notirey : Jeune actrice préférée pour Aliados.
- 2014 : Fans Awards : Meilleur baiser avec Julián Serrano.
- 2014 : Fans Awards : Couple préféré avec Julián Serrano.
- 2014 : Fans Awards : Actrice de l'année pour Aliados.
- 2015 : MTV Millennial Awards : Instagramer argentin de l'année.
- 2015 : Fans Awards : Couple le plus mignon avec Julián Serrano.
- 2015 : Fans Awards : "Diosa".
- 2016-2017 : Kids' Choice Awards Argentina, Chica Trendy.
- 2017 : Kids' Choice Awards Argentina, Artiste/Groupe national préféré.
- 2017 : Kids' Choice Awards Argentina, Chanson préférée pour «Love Me Down Easy».
- 2017 : MTV Europe Music Awards, Artiste Latinoaméricain préféré.
- 2017 : Fans Awards, "Diosa".